# Maison des majoliques
La Maison des majoliques (Majolikahaus) est un immeuble à appartements de style Art nouveau caractéristique de la Sécession viennoise (Sezessionsstil ou Wiener Secession) édifié par l'architecte Otto Wagner à Vienne en Autriche.
Tirant son nom des carreaux de faïence appelés majoliques qui ornent sa façade, elle forme avec sa voisine, la Maison aux médaillons (maison des Muses, Musenhaus ou Linke Wienzeile 38), un vaste ensemble de style Sécession.

## Localisation
La Maison des majoliques se dresse au numéro 40 de l'avenue appelée Linke Wienzeile, au sud-ouest du centre-ville de Vienne et de la Karlsplatz, sur laquelle Otto Wagner a édifié la station de métro Karlsplatz.

## Historique
La Maison des majoliques et sa voisine ont été construites par Wagner en 1898-1899. « Mais elles étaient destinées à servir des classes sociales différentes, un fait reflété dans leur budgets et donc dans leurs façades. La Maison des majoliques a été construite par Wagner comme un investissement personnel et lui offrait donc l'occasion rare de construire uniquement pour convenir à son esthétique et à ses idées techniques personnelles. Le résultat de cette liberté est un bâtiment satisfaisant et discipliné dont la polychromie Art nouveau débridée est équilibrée par sa modularité sobre ».
Les décorations florales de la maison aux majoliques ont été dessinées par Alois Ludwig, élève de Wagner.

## Architecture
La maison des majoliques présente une haute et large façade comportant un rez-de-chaussée et cinq étages.
Cette façade comporte 9 travées plus deux travées latérales garnies de petits balcons, moins hautes et en léger retrait, qui assurent la liaison avec les immeubles voisins.
L'immeuble présente la particularité de posséder, comme sa voisine la Maison aux médaillons, deux longs balcons en fer forgé qui courent sur toute la longueur de la façade, l'un au premier étage et l'autre au second.
La façade est surmontée d'une corniche largement débordante qui présente la particularité de ne pas couvrir les travées des extrémités.

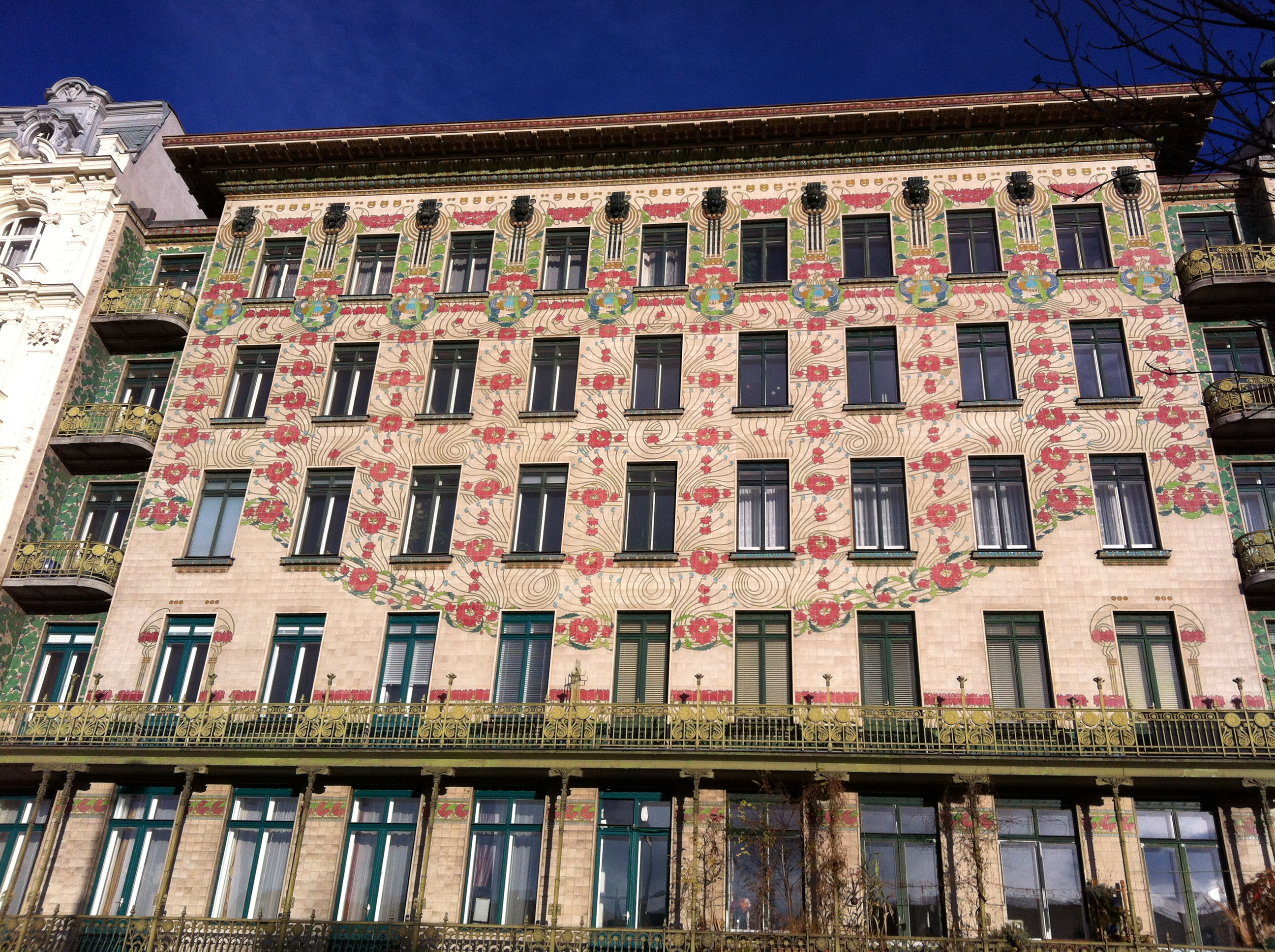
La façade.

## La décoration
La décoration florale de la façade et la claire distinction entre le rez-de-chaussée consacré aux commerces et les étages consacrés à l'habitation font de cet édifice l'antithèse des palais de la Ringstrasse.
La décoration florale dessinée par Alois Ludwig prend la forme de tourbillons de fleurs roses qui prennent naissance au centre du deuxième étage, au-dessus du deuxième balcon, pour envahir progressivement les étages supérieurs.
Les deux portes-fenêtres situées aux extrémités du deuxième étage, surmontées de cercles dorés, échappent à ce tourbillon floral et se distinguent par leur décoration spécifique composées de tiges qui simulent des pilastres cannelés surmontés d'impostes dorées et d'inflorescences de fleurs roses.
La décoration atteint son paroxysme au dernier étage où les espaces entre les fenêtres sont ornés de triglyphes flanqués de feuillages et surmontés de gueules de lions sur fond de cercles excentriques dorés.

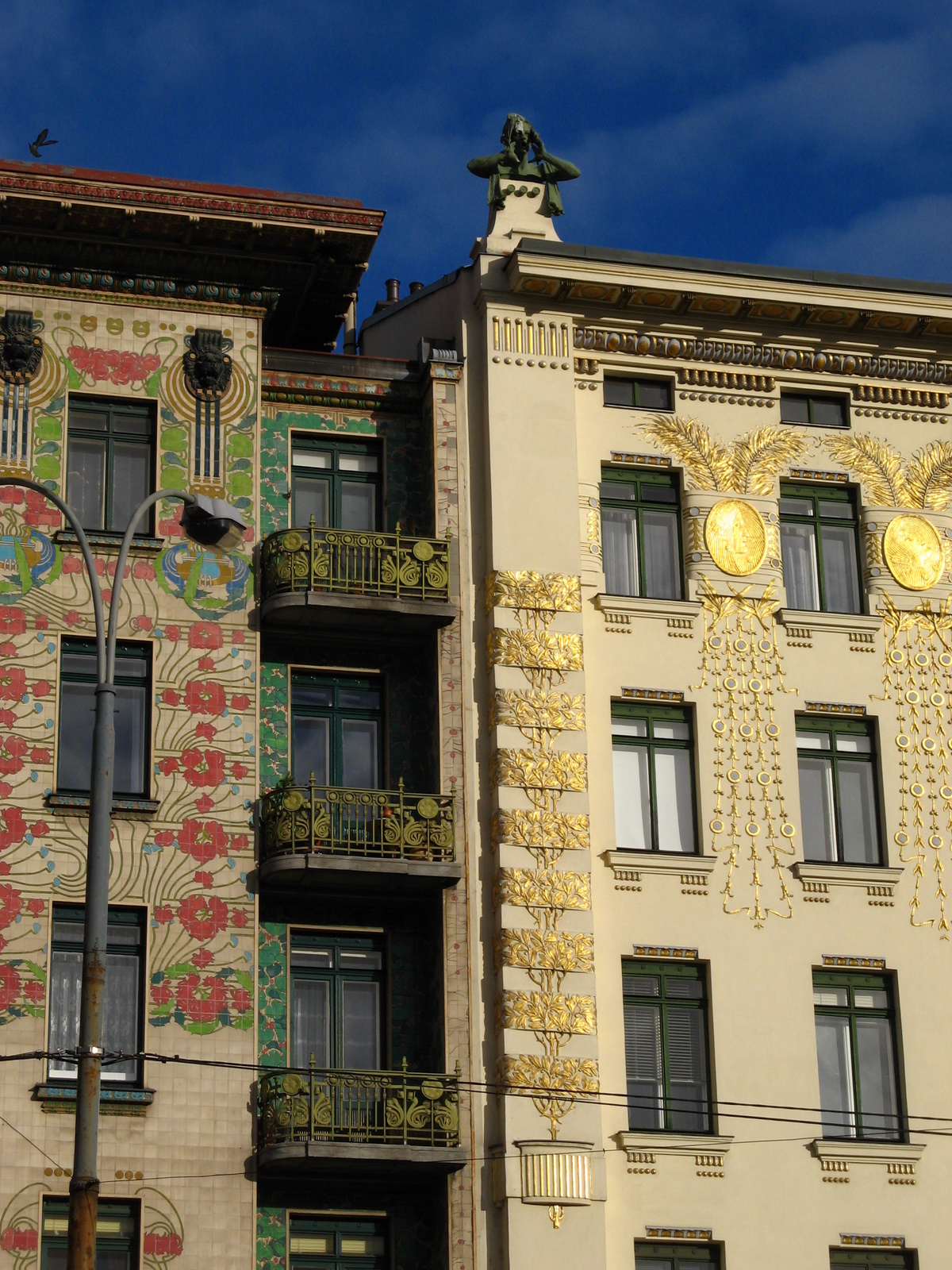
La travée de balcons qui sépare la maison de sa voisine, la Musenhaus.
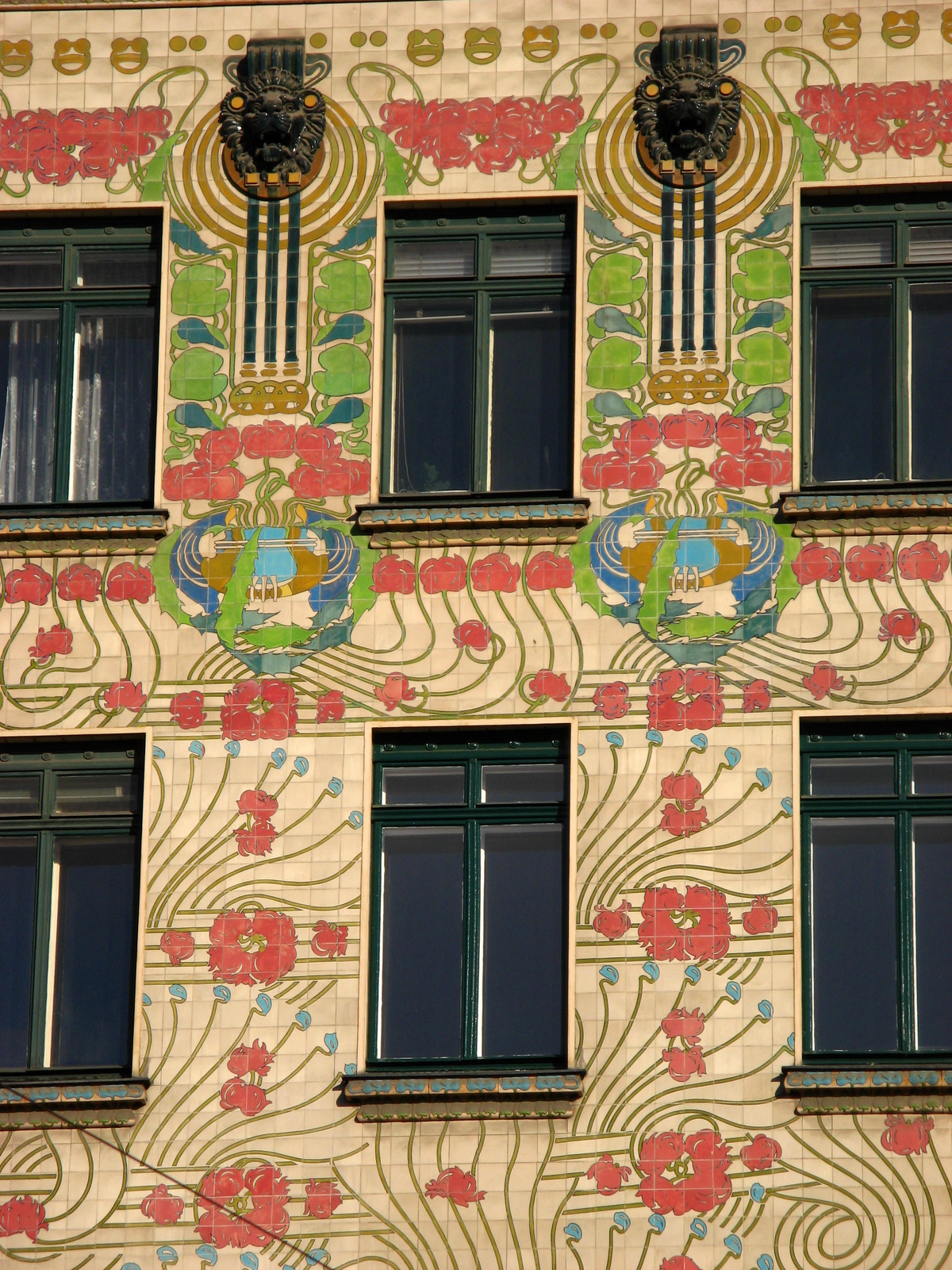
Décoration du dernier étage.
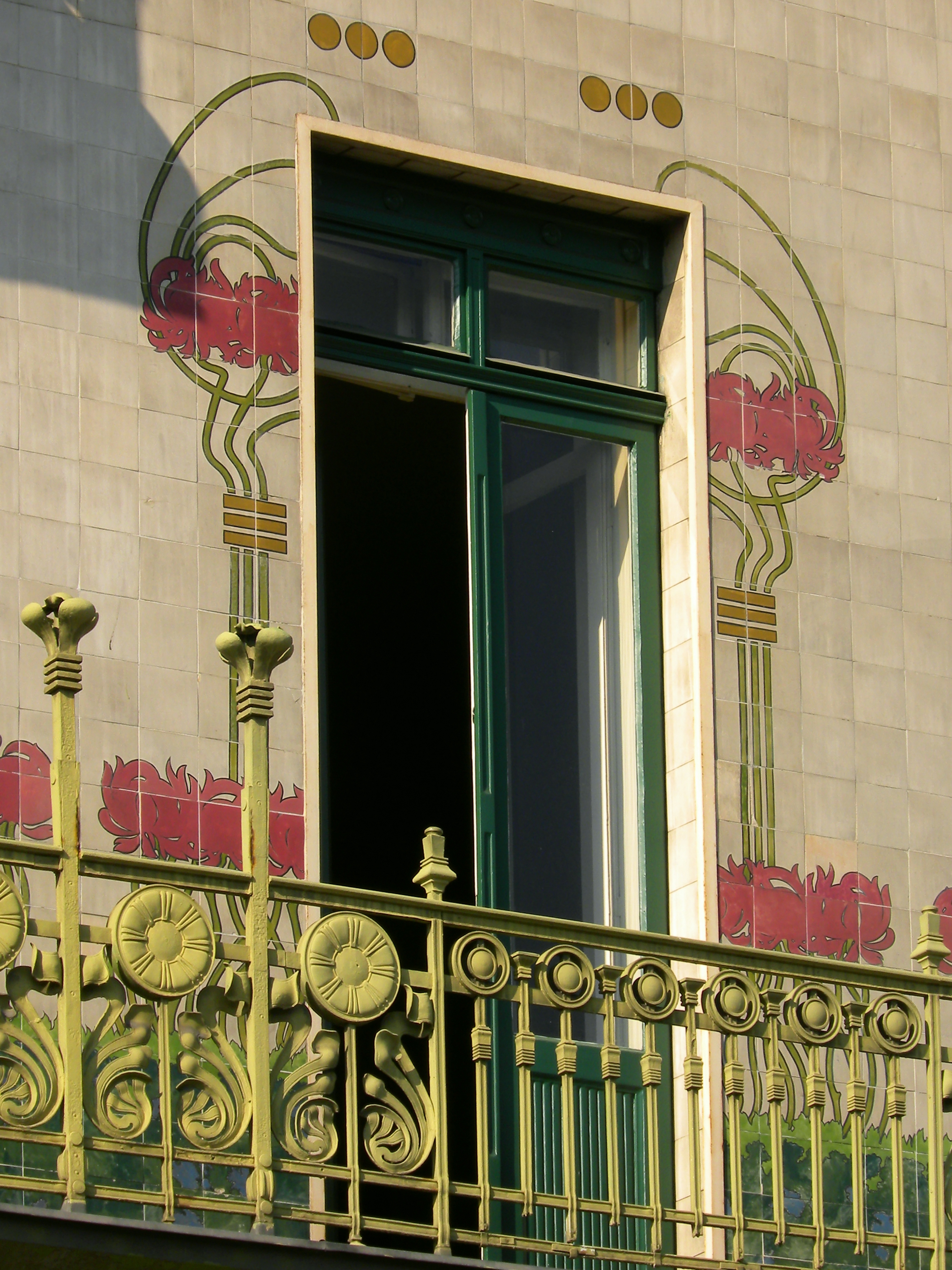
Porte-fenêtre du deuxième étage.